# 白樂晴
白樂晴（韓語：백낙청）（1938年1月10日—）是一名韓國文藝評論家、英文學者，首爾國立大學名譽教授。曾經擔任文藝雜誌《創作與批評》的主編，是支援韓國民主化運動的標誌性左派文化人之一。
出生於平安南道律師之家，畢業於京畿高等學校以後前往美國留學，在布朗大學主修歐洲文學。歸國後擔任首爾國立大學的英文系講師，但由於在創作作品內批評軍事政府的南北分治政策而遭到打壓，再次留學美國並且於1972年以『大衛·赫伯特·勞倫斯研究』取得哈佛大學文學博士。此後長年投身文學創作和社會運動。
民主化以後，深受金大中和盧武鉉總統器重，曾經擔任2005年「6.15共同宣言實踐南側委員會」委員長等重要職位。

## 主要著作

### 翻譯
- 『韓国民衆文学論』（安宇植訳、三一書房、1982年）
- 『民族文化運動の状況と論理』（「韓国現代社会叢書」、滝澤秀樹譯、御茶の水書房、1985年）
- 『知恵の時代のために』（李順愛訳、オリジン出版センター、1991年）
- 『白楽晴評論選集2』（李順愛訳、同時代社、1993年）
- 『白楽晴評論選集1』（李順愛訳、同時代社、1992年）
- 「ドイツと朝鮮における国家統一論の差異：ハーバーマスのソウル講演に応答する」（慎蒼健訳、『批評空間』II-17:pp.25-34、批評空間社、1998年４月）
- 『朝鮮半島統一論』（李順愛訳、図書出版クレイン、2001年）
- 『朝鮮半島の平和と統一』（青柳純一訳、岩波書店、2008年）

### 対談など
- 「共同討議：韓国の批評空間」（崔元植・鵜飼哲・柄谷行人、『批評空間』II-17:pp.6-24、批評空間社、1998年４月）